# Родольфо Бодіпо
Родольфо Бодіпо (ісп. Rodolfo Bodipo, нар. 25 жовтня 1977, Дос-Ерманас) — екваторіальногвінейський футболіст, що грав на позиції нападника. Відомий за виступами в низці іспанських клубів, зокрема за клуби «Рекреатіво», «Расінг» та «Депортіво», а також національну збірну Екваторіальної Гвінеї. По завершенні ігрової кар'єри — тренер, входив до тренерський штаб збірної Екваторіальної Гвінеї.

## Клубна кар'єра
Родольфо Бодіпо народився в іспанському місті Дос-Ерманас у сім'ї вихідця з Екваторіальної Гвінеї та іспанки. У 1998 році Бодіпо дебютував у складі команди «Ісла Кристіна», в якій того року взяв участь у 9 матчах чемпіонату. У цьому ж році перейшов до клубу «Рекреатіво», в якому грав до 2001 року, та став у ньому одним із гравцівоснови та одним із кращих кращих бомбардирів.
У 2001 році Родольфо Бодіпо уклав контракт з клубом «Расінг», у складі якого грав до 2004 року. У складі «Расінга» футболіст також був одним з головних бомбардирів команди, та відзначився 27 забитими голами у 81 проведеному матчі за клуб. Протягом 2004—2006 років Бодіпо грав у складі клубу «Алавес».
У 2006 році Родольфо Бодіпо став гравцем клубу «Депортіво». Спочатку у зв'язку із травмою він не завжди потрапляв до основного складу команди, проте пізніше він став одним із гравців основного складу як у чемпіонаті країни, так і в єврокубках. Проте в 2010 році керівництво клубу вирішило відправити футболіста в оренду, спочатку до румунського клубу «Васлуй», а пізніше до іспанського клубу «Ельче». У 2011 році футболіст повернувся до складу «Депортіво», проте основним гравцем уже не був. У 2013 році Бодіпо перейшов до складу клубу «Херес», у якому в цьому році завершив виступи на футбольних полях.

## Виступи за збірну
У 2003 році Родольфо Бодіпо вибрав виступи на міжнародному рівні у складі національної збірної Екваторіальної Гвінеї. У складі збірної був учасником Кубка африканських націй 2012 року, який проводився як у Габоні, так і в Екваторіальній Гвінеї. Проте в склад збірної викликався рідко, тому загалом протягом кар'єри в національній команді, яка тривала до 2013 року, провів у її формі лише 13 матчів, забивши 6 голів.

## Кар'єра тренера
Родольфо Бодіпо розпочав тренерську кар'єру в Іспанії 2017 року, очоливши тренерський штаб нижчолігового клубу «Атлетіко Манка», де пропрацював менше року. У цьому ж році Бодіпо запросили на посаду тренера національної збірної Екваторіальної Гвінеї, де він працював до 2018 року. У 2018—2019 колишній футболіст очолював молодіжну збірну Екваторіальної Гвінеї.
У 2020 році Родольфо Бодіпо став генеральним директором служби з молоді та спорту міністерства освіти, навчання і спорту Екваторіальної Гвінеї.